# Université municipale des Arts de Kyoto
L'Université municipale des Arts de Kyoto (京都市立芸術大学, kyōto-shiritsu geijutsu daigaku), couramment abrégée en kyō-gei (京芸), ou Kyōto-geidai (京都芸大, Kyoto Univ. of Arts) , est l'université municipale d'art et de musique de Kyoto au Japon, fondée en 1880.
Elle a la plus ancienne histoire de toutes les hautes écoles d'art au Japon et est donc antérieure à l'Université des Arts de Tokyo.

## Histoire
Kyoto a perdu son statut de capitale en 1867, au début de l'ère Meiji. Il s'y trouvait d'excellents peintres, potiers et artistes de la région de Kansai (Kyoto, Osaka, Shiga, etc.). Le Bunmei-kaika (文明開化, occidentalisation de la culture japonaise au début de l'ère Meiji) a conduit au militarisme et à l'abandon de la culture classique et des arts de Kyoto. Certains citoyens raffinés se sont associés pour créer un établissement de formation pour les arts traditionnels japonais comme le Yamato-e ou la peinture de l'École Kanō. C'est de là que l'université tire ses origines.
En 1880, une école de peinture a été fondée avec siège temporaire dans les jardins du palais impérial de Kyoto. Sanetomi Sanjo, son fondateur, lui a donné le nom de « Nihon Saisho Kyoto Ga Gakkou (日本最初京都画学校, École des Beaux-Arts de Kyoto, le premier établissement au Japon).
En 1889, les responsables de la surveillance de la ville ont renommé l'établissement Kyoto-shi Gagakkō (京都市画学校, École de peinture de la ville de Kyoto). En 1891, elle a été renommée Kyōto-shi Bijutsu Gakkō (京都市美術学校, école d'art de la ville de Kyoto), en 1894 Kyotō-shi Bijutsu Kōgei Gakkō (京都市美术工芸学校, École de l'artisanat de la ville de Kyoto) et en 1901 Kyōto shiritsu Bijutsu Gakkō (京都市立美術学校). En 1909, elle était sous le contrôle du ministère de l'Éducation et a été renommé en Kyōto shiritsu Kaiga Semmon Gakkō (京都市立絵画専門学校, École municipale supérieure de peinture de Kyōto).
En 1926, les locaux ont été inaugurés sur Hiyoshi-cho, Imakumano, dans l'arrondissement de Higashiyama-ku.
En 1945, la création de Kyōto shiritsu Bijutsu Semmon Gakkō (京都市立美術専門学校, École municipale supérieur d'art de Kyoto) a suivi. En 1950, elle a été transformée en université d'état et renommée Kyōto shiritsu Bijutsu Daigaku (京都市立美術大学, Université municipale d'art de Kyoto).
En 1952, les cours de musique du Kyōto shiritsu Tanki Ongaku Daigaku (京都市立音楽短期大学, Collège municipale de musique de Kyoto) ont été institués à Tatemoto-cho, Izumoji, dans l'arrondissement de Kita-ku, puis ils ont été déplacés à Entomi-cho, Shōgoin, Sakyo-ku en 1956. En 1969, les deux écoles d'art et musique ont fusionné sous le nom de Kyōto shiritsu Geijutsu Daigaku (京都市立芸術大学, Université municipale des Arts de Kyoto). En 1980, celle-ci s'est installée à Kutsukake-cho et Nishikyō-ku. La même année furent fondés, la Bijitsu Kenkyūka (美術研究科, en anglais Graduate School of Art) et en 1986 les Ongaku Kenkyūka (音楽研究科, en anglais Graduate School of Music).
L’université déménage près de la gare de Kyoto en octobre 2023.

## Organisation

### Faculté des Beaux-Arts
Département des Beaux-Arts
- Peinture japonaise
- Peinture à l'huile
- Sculpture
- Artisanat

Département des Designs
- Design visuel
- Design environnemental
- Design de produit

Département des Arts et Métiers
- Céramiques
- Laques
- Textiles

Département Général des Arts
- Général des Arts

### Faculté de Musique
Département de Musique
- Composition
- Direction d'orchestre
- Piano
- Instruments à cordes
- Instruments à vent et percussion
- Musique vocale
- Musicologie

## Anciens élèves connus
Artistes
- Fuku Akino (ja) (秋野不矩?) (peintre traditionnel japonaise)
- Inshō Dōmoto (peintre nihon-ga japonais)
- Tsuchida Bakusen (peintre traditionnel japonais)
- Yōson Ikeda (池田遙邨?) (membre de l'Académie d'Art du Japon)
- Kagaku Murakami (村上華岳?) (peintre traditionnel japonais)
- Takeuchi Seihō (竹内 栖鳳?) (peintre traditionnel japonais)
- Shoen Uemura (peintre traditionnel japonais)
- Shoko Uemura (ja) (上村松篁?) Le fils aîné de Shoen Uemura (peintre traditionnel japonais)
- Ohno Hidekata, peintre et calligraphe

Artistes contemporains
- Yayoi Kusama
- Yasumasa Morimura
- Etsuro Sotoo
- Teiji Furuhashi (cofondateur de Dumb Type)
- Yiching Chen
- Kazuo Shiraga
- Shiro Takatani (cofondateur de Dumb Type)

Musiciens
- Yutaka Sado (direction d'orchestre)
- Hiroshi Miyagawa (compositeur)